# Bashar Murad

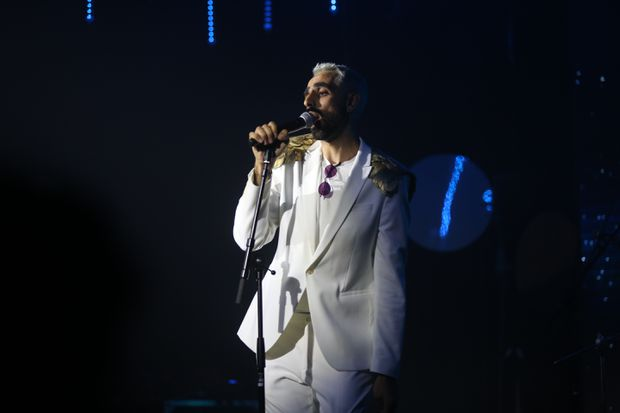
Bashar Murad

Bashar Murad (arabisch بشار مراد, DMG Baššār Murād; geboren am 7. Februar 1993) ist ein palästinensischer Singer-Songwriter und Aktivist, wohnhaft in Ostjerusalem. Seine Musik handelt von sozialen Themen wie Selbstakzeptanz, Toleranz, Geschlechterungleichheit, den Druck zu heiraten, LGBT+-Rechte im Nahen Osten und die israelische Besetzung. Internationale Bekanntheit erlangte er durch die Zusammenarbeit mit der isländischen Band Hatari in ihrem Song Klefi / Samed (صامد / ṣāmid) im Anschluss an den Eurovision Song Contest 2019.

## Leben
Bashar Murad wurde 1993 in Ostjerusalem geboren. Seine Mutter heißt Fadia Daibes und sein Vater ist Said Murad, Gründer der Band Sabreen, die erste alternative Musikgruppe Palästinas. Die Band wurde 1980 gegründet und Murad wurde während des Höhepunkts der 20-jährigen Karriere geboren. Auch deswegen war Musik immer ein Teil von Murads Identität und ein Mittel, um der Realität zu entfliehen. Mithilfe von Musik verarbeitet Murad zum einen den Druck eines Lebens in einem besetzten Gebiet und zum anderen, homosexuell in einer konservativen Gesellschaft aufzuwachsen.
Er ging in Jerusalem auf eine US-amerikanische Schule, bevor er am Bridgewater College, einer privaten Universität der Freien Künste, in Virginia, USA seinen Hochschulabschluss erlangte. Nachdem er in den USA die Erfahrung machte, dass wenige seiner Kommilitonen über Palästina und den israelisch-palästinensischen Konflikt Bescheid wussten, wurde ihm klar, dass er der politischen Situation seiner Heimat nicht entfliehen will – er behandelt diese Themen in seiner Musik. Seit seiner Rückkehr nach Ostjerusalem 2014 und der Veröffentlichung mehrerer Singles in Arabisch und Englisch auf YouTube konnte sich Murad ein Publikum aufbauen.
Murad lebt mit seinem Vater und seinem jüngeren Bruder in Ostjerusalem.

## Karriere
Anfangs lud Murad auf seinen YouTube-Kanal, den er 2009 erstellte, Cover-Versionen von bekannten Liedern hoch. Später fügte er den Liedern typische Instrumente für Musik aus dem Nahen Osten hinzu, bevor er anfing, seine eigene Musik zu machen.
Die meisten von Murads Liedern produziert er in den örtlichen Aufnahmestudios der Sabreen Association for Artistic Development. Gelegentlich bekommt er Unterstützung durch Organisationen und Programme wie das Culture Resource Production Awards Program, das ihm ermöglichte, das Lied Shillet Hamal (Bunch of Bums) zu verwirklichen. In dem Song geht es um das Gefühl, anders und ausgegrenzt zu sein. Das Musikvideo zeigt mehrere Personen, die alternative Lebenswege bestreiten und somit dieses Gefühl nachempfinden können.
Für seine Single Ana Zalameh (I’m A Man) arbeitete Murad mit den Vereinten Nationen zusammen. Das UN Women’s Men and Women for Gender Equality Regional Programme produzierte den Song, der von den Entwicklungen der Geschlechterrollen in Palästina handelt und aus der Perspektive eines 10-jährigen Jungen erzählt wird.
Die Zusammenarbeit mit der isländischen Band Hatari verhalf Bashar Murad zu einer größeren Plattform. Die Single Klefi / Samed wurde kurz nach dem Eurovision Song Contest 2019, der in Israel stattfand, veröffentlicht. Es handelt von dem Wunsch nach Freiheit und soll auf den israelisch-palästinensischen Konflikt aufmerksam machen. Hatari war die einzige Band, die am Song Contest teilnahm und sich über den Konflikt äußerte und politisch positionierte. Das Video wurde seit der Veröffentlichung im Mai 2019 über 1,2 Millionen Mal (Stand August 2019) angeklickt.
Während des Eurovision Song Contests 2019 war Bashar Murad einer der protestierenden Künstler, die bei dem Alternativ-Event Globalvision teilnahmen, das parallel zum finalen Wochenende des Eurovision online ausgestrahlt wurde.
Im Mai 2019 sang Bashar Murad bei der Canadian Music Week in Toronto, Kanada.
Murad veröffentlichte seine Debüt-EP Maskhara am 11. Juni 2021, die vier Tracks enthält: Maskhara, Antenne ft. Tamer Nafar, Intifada on the Dance Floor und Ana Wnafsi.
2024 wurde er mit seinem Song Wild west Zweiter im isländischen Vorentscheid für den Eurovision Song Contest Söngvakeppnin.

## Diskografie

### EPs
- Maskhara, 2021
- Maskhara: The Remixes, 2022
- Nafas, 2024

### Singles
- Hallelujah, 2015
- Happy Xmas (War Is Over) featuring Muhammad Mughrabi, 2015
- The Door, 2015
- More Like You, November 2016
- Voices, April 2017
- Ilkul 3am Bitjawaz (Everyone’s Getting Married), Januar 2018
- Shillet Hamal (Bunch of Bums), Juli 2018
- Ma Bitghayirni (You Can´t Change Me), September 2018
- Ana Zalameh (I’m A Man), November 2018
- Maskhara, 2021
- Xmas Aswad, 2022
- Ilel Majnoon, 2023

### Als Gastmusiker
- Klefi / Samed (صامد) von Hatari, Mai 2019